# Melanosphecia funebris
Melanosphecia funebris is een vlinder uit de familie wespvlinders (Sesiidae), onderfamilie Sesiinae.
Melanosphecia funebris is voor het eerst wetenschappelijk beschreven door Rothschild in 1911. De soort komt voor in het Oriëntaals gebied.